# PS純金
『PS純金』（ピーエスゴールド）は、2015年（平成27年）4月3日から中京テレビで毎週金曜日の19:00 - 19:56 （JST）に放送されているグルメバラエティ番組である。高田純次の冠番組でもある。

## 概要
日曜22:30枠で2年間放送されていた『PS三世』の後継番組で、1994年に放送を開始した『P.S.愛してる!』から数えて『PS』シリーズの4作目となる。元々はローカルセールス枠だった日曜22:30枠が日本テレビ製作の『日曜ドラマ』枠に切り替えられるのに伴い、番組は金曜19:00枠へ移動・改題する形でスタートした。これにより、中京テレビでも金曜19:00枠で同時ネットされていた『笑神様は突然に…』（2015年9月終了）が金曜1:52（木曜深夜）枠での遅れネットへと移行した。メインMCはこれまでの『PS』シリーズ全てに出演している高田純次と、『PS三世』から加わったオリエンタルラジオだが、2019年12月に中田敦彦が降板したことに伴って、以降は藤森慎吾のみが出演している。
番組タイトル『PS純金』の『純金（ゴールド）』には、『「純」次さんと「金」曜日を楽しみましょう!』という意味が込められている。
番組の内容はこれまでの『PS』シリーズを踏襲しながら、東海3県（愛知県・岐阜県・三重県）のグルメ・レジャー・観光スポットや東海地方の知られざる意外な情報などを紹介する。番組で紹介されたインパクトの強い一般人（飲食店経営者が主）は「PSアベンジャーズ」と称し、準レギュラー扱いになることもある。
キャッチコピーに類するものとして「やっぱりナゴヤはおもしろい!」がある。このフレーズは開始当初から1年ほどは番組エンドで使われていた。現在は愛知・岐阜・三重の3県を取り上げるようになったので、「やっぱり地元はオモシロイ!」に変更された（番組の最後で表示される）。
番組開始から2022年9月まで、ゴールデンタイムで在名基幹民放局が通常時に編成する自社制作のレギュラー番組は当番組のみであった。
2022年1月21日放送回では、個人視聴率11.1%・世帯視聴率18.5%を記録した（ビデオリサーチ調べ、名古屋地区）。2018年10月5日には初の2時間スペシャルが（19:00 - 20:54）、2024年9月29日には1時間35分の特番『日曜もPS純金』が放送された（15:55 - 17:30）。
現在は、名古屋の民放5局による動画・情報配信サービス「Locipo（ロキポ）」で見逃し配信を行っている（放送後、1週間まで視聴可能）。2025年7月4日放送回からは、TVerでも見逃し配信が開始された。また台湾の緯来日本台でも、一部の企画が中国語の字幕付きで放送されている。
2021年12月現在、オープニング映像等は無いものの、番組開始当初から一貫してGReeeeNの｢あいうえおんがく♬｣が前番組の『PS三世』から引き続き、オープニングテーマ曲として使用されている。
2022年10月28日、番組公式ファンクラブ「PSくらぶ」が開設された（2024年7月31日をもってサービス終了）。
2023年4月7日放送回より、副音声での解説放送を開始。
2023年10月28日には午前の1部（10:30 - 11:25）と午後の2部（12:53 - 15:00）構成による、3時間の生放送特番『お得は続くよ土曜日も PSホームランサタデー』が放送された。

## 放送時間
いずれも日本標準時。
金曜日 19:00 - 19:56（JST）
- 同時間帯に日本テレビなどで放送されている番組（現在は『ニノさん』）は、中京テレビでは遅れネットで放送される（『ニノさん』は火曜1:35（月曜深夜）から放送）。また同番組でも放送されても、19時開始の日本テレビ制作の2時間特番が放送される場合でも、中京テレビでは19:56から飛び乗り放送、または1時間の短縮版や休止で対応される。

## メインMC

### 現在
- 高田純次
- 藤森慎吾（オリエンタルラジオ）

### 過去
- 中田敦彦（オリエンタルラジオ） - 番組開始から2019年12月20日放送回まで

## 備考
- 2022年7月8日放送予定だった回は、当日に安倍晋三元首相が銃撃・死亡した事件を受け『news every.特別版』（日本テレビ制作）が編成されたため休止となり、予定していた内容は翌週の同月15日に放送された。
- 2024年3月15日放送回は、同月16・17日に久屋大通公園・光の広場にて開催の番組イベント「PS物産展」[8]会場からの生中継を交えて放送のため、通常回で実施している字幕放送・解説放送は実施されなかった（Locipoでも、この回は見逃し配信されなかった）。

## スタッフ
- ナレーター：沢田敏子
- 構成：松井洋介、塩沢航
- TP：岩崎淳
- 照明：齋藤久美子、青沼元希
- CAM：湯浅幹雄、尾関達也、浦中圭太
- AUD：中村智美
- 編集：三好雄、山本勝
- テロップ：近藤亜紗季、山下智美
- MA：岩尾健
- 音効：小尾妃奈杏、田中健
- スタイリスト：村田佳柚
- メイク：夏山智恵、安藤嘉奈子
- AP：瀬尾果凜、早川真代
- AD：吉岡拓海、角田和香奈、佐藤愛海、山田彩加、鈴木日向、早瀬鈴、南部友輔、安藤優杏、渡辺翔
- ディレクター：花木拓真、山田大生、柴昂太、平松久征、稲越俊司、千田貴美
- チーフディレクター：三辺竜大
- プロデューサー・演出：加藤紗弓
- チーフプロデューサー：森田浩史、青木繁治
- 制作協力：CTV MID ENJIN
- 製作著作：中京テレビ

## 書誌情報
- 『PS純金 新 名駅本』ぴあ〈ぴあMOOK中部〉、2017年9月28日発売、ISBN 978-4-83-563723-5
- 『PS純金 やっぱり地元はオモシロイ!』ぴあ〈ぴあMOOK中部〉、2021年9月30日発売、ISBN 978-4-83-564756-2
- 『PS純金 祝30周年 番組記念ファンBOOK』主婦の友社〈主婦の友生活シリーズ〉、2025年3月17日発売、ISBN 978-4-07-460701-3

## 関連番組
- ウマい!安い!おもしろい!全日本びっくり仰店グランプリ - 2019年8月9日・2020年5月22日に日本テレビ系列で放送された特別番組。
- ヒューマングルメンタリー オモウマい店 - 2021年4月13日から、毎週火曜 19:00 - 19:54に日本テレビ系列で放送されている番組。

両番組とも当番組のフォーマットを基に、対象地域を東海3県から日本全域へ広げた番組。